# Benjamin Mkapa
Benjamin William Mkapa (ur. 12 listopada 1938 w Masasi, zm. 24 lipca 2020 w Dar es Salaam) – tanzański polityk. Prezydent Tanzanii od 23 listopada 1995 do 21 grudnia 2005.
Mkapa doszedł do władzy, wygrywając pierwsze demokratyczne wybory prezydenckie w 1995. Uzyskał 62% poparcia wyborców, mając silne poparcie ze strony byłego prezydenta Juliusa Nyerere oraz głosząc hasła walki z korupcją. Wybór ten spotkał się jednak wówczas z protestami opozycji i oskarżeniami o fałszerstwa. Prowadził politykę liberalną, skupiając swe działania na prywatyzacji i rozwoju wolnego rynku. Jego polityka doprowadziła początkowo do wzrostu gospodarczego i stabilności ekonomicznej, jednak nie udało mu się zmniejszyć bezrobocia, ani ograniczyć ubóstwa i korupcji. Sam był oskarżany o nadmierne wydatki w sferze rządowej i finansowe afery. W 2000 ponownie wygrał wybory prezydenckie. W 2005 na stanowisku prezydenta zastąpił go jeden z bliskich współpracowników – Jakaya Kikwete.